# Simonsen & Weel
Simonsen & Weel A/S er en dansk virksomhed, oprettet i 1817, der forhandler operationsudstyr, hospitals- og klinikinventar, medicinsk teknik, kompressionstrømper, ernæringsprodukter, forbindstoffer, sygeplejeartikler, bandager og kirurgiske instrumenter til sundhedssektoren.

## Historie
Grundlæggeren var den 31-årige I.I. Weel, der i 1817 åbnede forretningen i Farvergade i København. Året efter blev J. Simonsen optaget som medindehaver. I 1840 flyttede firmaet til Købmagergade 20, hvor det havde til huse indtil 1947, da udviklingen nødvendiggjorde flytning til større og mere tidssvarende lokaler. I.I. Weel, der trak sig tilbage i 1850, blev afløst af sin brodersøn, Edward Weel, der afgik ved døden i 1858. Da også Simonsen døde i 1857 overgik ledelsen til P. Th. Westi. I 1864 blev Westis slægtning, Julius Lippmann ansat i firmaet, som han overtog ved Westi's død i 1888.
Dennes søn, grosserer Kai Lippmann, indtrådte i firmaet i 1902 og overtog ved faderens død i 1928 ledelsen. På grund af en hurtig voksende omsætning var pladsspørgsmålet efterhånden blevet yderst akut, og i 1938 opførte man på Prags Boulevard 55, en bygning, der rummer fabrikation af forbindsstoffer, en gros salg af forbindsstoffer og sygeplejeartikler, værkstedet „Hofa" til fremstilling af hospitalsmøbler, bandagen samt et moderne elektromedicinsk
værksted. Selskabets administrative ledelse under grosserer Kai Lippmann samt hovedbogholderiet,
havde ligeledes til huse her. I 1940 blev tandlægeafdelingen etableret som et selvstændigt
aktieselskab, Kai Lippmann Dental Depot A/S, og flyttede i 1949, efter at have haft midlertidige lokaler i Store Kongensgade, til nye og moderne lokaler i nybygningen Nyropsgade 37. På grund af pladsmangel så man sig i 1947, nødsaget til at flytte hovedudsalget, instrument- og dyrlægeafdelingen fra Købmagergade til egen ejendom i Bredgade 43. Leder af instrument- og dyrlægeafdelingen var direktør Ole Lippmann, der som tredje generation overtog ledelsen i 1951.
Efter et hjerteanfald i 1988 trak Ole Lippmann sig som bestyrelsesformand i familiefirmaet, og i 1997 blev Simonsen & Weel solgt til det svenske investeringsselskab Bure Equity. 
I 2003 kommer Simonsen & Weel atter på danske hænder med Bladt og Co ApS og Bon & Co ApS som ejer og med hovedaktionær Rolf Bladt som adm. Direktør og Torben Bjerring som vicedirektør. 
I 2015 tiltrådte Erik Hald Nissen som adm. direktør og medejer.  
Pr. 1. januar 2021 købte engelske Diploma PLC virksomheden. Købet af Simonsen & Weel giver Diploma et strategisk brohoved til Nordeuropa. Simonsen & Weel fortsætter uforandret, med samme firmanavn og under fortsat ledelse af adm. direktør Erik HaldNissen.